# 下座郡
- 令制国一覧 > 西海道 > 筑前国 > 下座郡
- 日本 > 九州地方 > 福岡県 > 下座郡

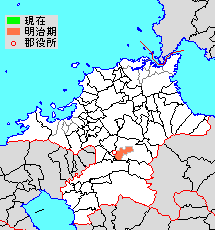
福岡県下座郡の位置

下座郡（げざぐん）は、福岡県（筑前国）にあった郡。

## 郡域
1878年（明治11年）に行政区画として発足した当時の郡域は、朝倉市の一部（小隈、中寒水、平塚、一木、来春、堤、柿原、板屋、屋形原、山見、田代、矢野竹より南東かつ長田、片延、鵜木、福光、中島田、牛鶴、三奈木、城、荷原、矢野竹より北西および美奈宜の杜の一部）にあたる。

## 歴史
かつては「しもつあさくらのこおり」と読んだ。

### 古代

#### 式内社
『延喜式』神名帳に記される郡内の式内社。
| 神名帳             | 神名帳   | 神名帳   | 神名帳           | 比定社           | 比定社           | 比定社 | 集成 |
| 社名               | 読み     | 格       | 付記             | 社名             | 所在地           | 備考   | 集成 |
| ------------------ | -------- | -------- | ---------------- | ---------------- | ---------------- | ------ | ---- |
| 下座郡 3座（並大） |          |          |                  |                  |                  |        |      |
| 美奈宜神社 三座    | ミナギノ | 並名神大 |                  | （論）美奈宜神社 | 福岡県朝倉市荷原 |        |      |
| 美奈宜神社 三座    | ミナギノ | 並名神大 | （論）美奈宜神社 | 福岡県朝倉市林田 |                  |        |      |
| 凡例を表示         |          |          |                  |                  |                  |        |      |

### 近世以降の沿革
- 「旧高旧領取調帳」に記載されている明治初年時点での支配は以下の通り。（43村）

| 知行 | 知行           | 村数 | 村名 |
| ---- | -------------- | ---- | --- |
| 藩領 | 筑前福岡藩     | 32村 | 三奈木村、相窪村、荷原村、桑原村、田島村、小隈村、林田村、上畑村、鎌崎村、金丸村、鵜木村、四郎丸村、片延村、古江村、城村、坂井村、長田村、八重津村、倉園村、白鳥村、城力村、中村、矢野竹村、徳淵村、吉末村、中島田村、来春村、一木村、頓田村、古賀村、西津留村、櫨畑村 |
| 藩領 | 筑前秋月藩     | 10村 | 屋形原村、板屋村、柿原村、堤村、牛鶴村、小田村、中寒水村、屋永村、山見村、田代村 |
| 藩領 | 福岡藩・秋月藩 | 1村  | 平塚村 |

- 明治4年
  - 7月14日（1871年8月29日） - 廃藩置県により、福岡県、秋月県の管轄となる。
  - 11月14日（1871年12月25日） - 第1次府県統合により、全域が福岡県の管轄となる。
- 明治8年（1875年） - 櫨畑村が三奈木村に合併。（42村）
- 明治11年（1878年）11月1日 - 郡区町村編制法の福岡県での施行により、行政区画としての下座郡が発足。「上座下座夜須郡役所」が夜須郡甘木町に設置され、同郡・上座郡とともに管轄。
- 明治14年（1881年） - 四郎丸村・古江村・坂井村・城力村が合併して福光村となる。（39村）
- 明治15年（1882年） - 西津留村が牛鶴村に合併。（38村）
- 明治16年（1883年） - 倉園村・吉末村が合併して倉吉村となる。（37村）

- 明治22年（1889年）

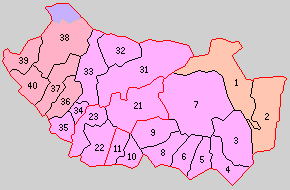
21.三奈木村 22.蜷城村 23.福田村（桃：朝倉市 1 - 11は上座郡 31 - 40は夜須郡）

  - 4月1日 - 町村制の施行により、以下の各村が発足。全域が現・朝倉市。（3村）
    - 三奈木村 ← 三奈木村、城村、荷原村、矢野竹村、屋形原村、板屋村
    - 蜷城村 ← 屋永村、桑原村、田島村、中島田村、牛鶴村、相窪村、林田村、上畑村、鎌崎村、金丸村、鵜木村、片延村、長田村、八重津村、中村、徳淵村、福光村
    - 福田村 ← 小田村、平塚村、小隈村、白鳥村、中寒水村、倉吉村、一木村、来春村、頓田村、古賀村、柿原村、堤村
    - 山見村・田代村が夜須郡上秋月村の一部となる。

  - 10月1日
    - 蜷城村の一部（相窪）・福田村の一部（一木・頓田・古賀・堤・来春・柿原）が合併して立石村が発足。（4村）
- 明治23年（1890年）
  - 蜷城村の一部（屋永、牛鶴、桑原、田島、中島田）の区域をもって金川村が発足。（5村）
- 明治29年（1896年）4月1日 - 郡制の施行のため、「上座下座夜須郡役所」の管轄区域をもって朝倉郡が発足。同日下座郡廃止。

## 行政
上座・下座・夜須郡長
| 代 | 氏名 | 就任年月日                | 退任年月日                | 備考                                   |
| -- | ---- | ------------------------- | ------------------------- | -------------------------------------- |
| 1  |      | 明治11年（1878年）11月1日 |                           |                                        |
|    |      |                           | 明治29年（1896年）3月31日 | 上座郡・夜須郡との合併により下座郡廃止 |